# Conjetura de los números primos gemelos
La conjetura de los primos gemelos postula la existencia de infinitos pares de primos gemelos. Dos números primos se denominan gemelos si uno de ellos es igual al otro más dos unidades. Así pues, los números primos 3 y 5 forman una pareja de primos gemelos. Otros ejemplos de pares de primos gemelos son 11 y 13 o 41 y 43. Por tanto, esta se enuncia como:
| Existe un número infinito de primos p tales que p + 2 también es primo. |

La conjetura ha sido investigada por muchos teóricos de números. La mayoría de matemáticos cree que la conjetura es cierta, y se basan en evidencias numéricas y razonamientos heurísticos sobre la distribución probabilística de los números primos.
En 1849, Alphonse de Polignac formuló una conjetura más general según la cual, para todo número natural k existen infinitos pares de primos cuya diferencia es 2·k. El caso k=1 es la conjetura de los números primos gemelos.

## Resultados parciales
En 1940, Erdös mostró que existe una constante c < 1 e infinitos primos p tales que p - p < c·ln(p), donde p denota el número primo que sigue a p. Este resultado fue mejorado sucesivamente: en 1986 Maier mostró que podía emplearse una constante c < 0,25. Daniel Goldston, János Pintz y Cem Yildirim lograron un gran avance en 2005 al probar que el resultado es válido para toda constante c>0.
En 1973, Jing-run Chen publicó una prueba de que existen infinitos números primos p tales que p+2 es un producto de, a lo más, dos factores primos. Para conseguir este resultado se basó en la llamada teoría de cribas, y consiguió tratar la conjetura de los primos gemelos y la conjetura de Goldbach de forma similar.

## Conjetura de Hardy-Littlewood
También existe una generalización de la conjetura de los primos gemelos, conocida como la conjetura de Hardy-Littlewood, sobre la distribución de los primos gemelos, de forma análoga al teorema de los números primos. Denótese como π2(x) el número de primos p menores que x tales que p+2 también es primo. Defínase la constante de los números primos C2 como el siguiente producto de Euler
{\displaystyle C_{2}=\prod _{p\geq 3}{\frac {p(p-2)}{(p-1)^{2}}}\approx 0,66016118158468695739278121100145...}
para primos mayores o iguales que tres. La conjetura dice que:
| {\displaystyle \pi _{2}(x)\sim 2C_{2}\int _{2}^{x}{dt \over (\ln t)^{2}}} |

en el mismo sentido en que el cociente de las dos expresiones tiende a 1 cuando x tiende a infinito; es decir:
{\displaystyle \lim _{x\to \infty }{\frac {\pi _{2}(x)}{\displaystyle 2C_{2}\int _{2}^{x}{dt \over (\ln t)^{2}}}}=1}
Esta conjetura puede justificarse (pero no demostrarse) si se supone, informalmente hablando, que el evento que n no sea divisible por p y el evento que n+2 no sea divisible por p son estadísticamente dependientes sólo en la medida que 
el hecho que n no sea divisible por p hace que p|n+2 sea un evento entre
p-1 eventos igualmente probables, y no un evento entre p eventos igualmente probables. La evidencia numérica que hay detrás de la conjetura de Hardy-Littlewood es ciertamente impresionante.